# Paul McGann
Paul John McGann (ur. 14 listopada 1959 w Liverpoolu) – brytyjski aktor filmowy i telewizyjny. Zwrócił na siebie uwagę dzięki głównej roli w serialu The Monocled Mutineer w 1986 roku. Znany jest również z udziału w filmach takich jak Withnail i ja oraz Obcy 3,  a także z roli ósmego Doktora, w którego wcielił się w filmie telewizyjnym Doctor Who w 1996 roku, w ponad 70 słuchowiskach i mini-odcinku The Night of the Doctor w 2013 roku.

## Życie osobiste
McGann był trzecim z szóstki dzieci. Jego matka miała wcześniej bliźnięta Josepha oraz Johna, urodzonych w 1958 roku (John zmarł krótko po porodzie). McGann ma trójkę młodszego rodzeństwa – Marka (urodzonego w 1961 roku), Stephena (urodzonego w 1963) oraz Clare (urodzoną w 1965). Cała trójka jego braci również zajmuje się aktorstwem. Występowali razem w kilku produkcjach – we czwórkę w serialu The Hanging Gale w 1995 roku gdzie grali czwórkę braci; w tym samym roku Paul McGann wystąpił również z braćmi Markiem i Stephenem w filmie Katarzyna Wielka.
W 1992 roku McGann poślubił Annie Milner z którą ma dwóch synów – Joe (ur. 1988) oraz Jake’a (ur. 1991). Rozwiedli się w 2006 roku. W latach 2006–2008 był związany z aktorką Susannah Harker.

## Filmografia

### Filmy
| Rok  | Tytuł                                            | Rola                                    | Uwagi           |
| ---- | ------------------------------------------------ | --------------------------------------- | --------------- |
| 1987 | Withnail i ja                                    | Marwood / ... i ja                      |                 |
| 1987 | Imperium słońca                                  | porucznik Price                         |                 |
| 1989 | Tree of Hands                                    | Barry                                   |                 |
| 1989 | The Rainbow                                      | Anton Skrebensky                        |                 |
| 1989 | Dealers                                          | Daniel Pascoe                           |                 |
| 1990 | The Monk                                         | ojciec Lorenzo Rojas                    |                 |
| 1990 | Paper Mask                                       | Matthew Harris                          |                 |
| 1991 | Afraid of the Dark                               | Tony Dalton                             |                 |
| 1992 | Obcy 3                                           | Golic                                   |                 |
| 1993 | Trzej muszkieterowie                             | Girard/Jussac                           |                 |
| 1996 | Doctor Who                                       | Doktor                                  |                 |
| 1997 | FairyTale: A True Story                          | Arthur Wright                           |                 |
| 1997 | Downtime                                         | Rob                                     |                 |
| 1998 | The Dance of Shiva                               | kapt. Greville                          |                 |
| 1998 | The Rime of the Ancient Mariner                  | Samuel Taylor Coleridge/Ancient Mariner |                 |
| 2001 | My Kingdom                                       | Dean                                    |                 |
| 2002 | Królowa potępionych                              | David Talbot                            |                 |
| 2003 | Listening                                        |                                         | krótkometrażowy |
| 2005 | Gypo                                             | Paul                                    |                 |
| 2005 | Naked in London                                  | pan Johnson                             |                 |
| 2006 | Poppies                                          | Tony                                    |                 |
| 2006 | Always Crashing in the Same Car                  | Bill                                    |                 |
| 2009 | Lesbian Vampire Killers, czyli noc krwawej żądzy | Vicar                                   |                 |

### Produkcje telewizyjne
| Rok       | Tytuł                           | Rola                 | Uwagi                                |
| --------- | ------------------------------- | -------------------- | ------------------------------------ |
| 1983      | Give Us a Break                 | Mo Morris            |                                      |
| 1986      | The Importance of Being Earnest | John Worthing        |                                      |
| 1986      | The Monocled Mutineer           | Percy Toplis         |                                      |
| 1990      | Drowning in the Shallow End     | Colin                |                                      |
| 1992      | Nice Town                       | Joe Thompson         |                                      |
| 1995      | Katarzyna Wielka                | Grigory Potyomkin    |                                      |
| 1995      | The Hanging Gale                | Liam Phelan          |                                      |
| 1995      | The Merchant of Venice          | Bassanio             |                                      |
| 1995      | The One That Got Away           | Chris Ryan           |                                      |
| 1998      | Our Mutual Friend               | Eugene Wrayburn      |                                      |
| 1999      | Forgotten                       | Ben Turner           |                                      |
| 2000      | Nature Boy                      | Steve Witton         |                                      |
| 2000      | Fish                            | Jonathan Vishnevski  |                                      |
| 2001      | Hotel!                          | Ben Carter           |                                      |
| 2001      | Sweet Revenge                   | Patrick Vine         |                                      |
| 2002      | Blood Strangers                 | DC David Ingram      |                                      |
| 2002      | The Biographer                  | Andrew Morton        |                                      |
| 2001–2003 | Hornblower                      | William Bush         |                                      |
| 2003      | Agatha Christie's Poirot        | dr Peter Lord        | odcinek Zerwane zaręczyny            |
| 2004      | Lie with Me                     | Gerry Henson         |                                      |
| 2005      | Kidnapped                       | Colonel MacNab       |                                      |
| 2005      | Fables of Forgotten Things      | Clarence             |                                      |
| 2005      | Agatha Christie: Panna Marple   | Dickie Erskine       | odcinek Uśpione morderstwo           |
| 2006      | If I Had You                    | Philip Andrews       |                                      |
| 2006      | Tripping Over                   | Jeremy               |                                      |
| 2006      | Ocean dusz                      | Christopher Chambers | 1 odcinek                            |
| 2007      | True Dare Kiss                  | Nash                 |                                      |
| 2009      | Collision                       | Richard Reeves       |                                      |
| 2010      | Jonathan Creek                  | Hugo Doré            | odcinek specjalny The Judas Tree     |
| 2010–2011 | Luther                          | Mark North           | pierwszy sezon                       |
| 2011      | Budząc zmarłych                 | ACC Tony Nicholson   |                                      |
| 2011      | Nowe triki                      | DCI James Larson     | odcinek Objects of Desire            |
| 2011      | Britain’s Greatest Codebreaker  | Narrator             |                                      |
| 2012      | A Mother’s Son                  | David                |                                      |
| 2013      | Ripper Street                   | Stanley J. Bone      | odcinek The Good of This City        |
| 2013      | Doktor Who                      | Doktor               | mini-odcinek The Night of the Doctor |
| 2013      | The Five(ish) Doctors Reboot    | on sam               | cameo                                |
| 2014      | The Bletchley Circle            | John Richards        |                                      |